# Семёнов, Николай Анатольевич
Никола́й Анато́льевич Семёнов (21 апреля 1918, Мокша — 28 января 1982, Москва) — деятель советской промышленности, инженер, Герой Социалистического Труда (1962), лауреат Сталинской премии (1951), Ленинской премии (1960) и Государственной премии СССР (1974).

## Биография
Родился 21 апреля 1918 года в селе Мокша (сейчас Большеглушицкий район, Самарская область) в семье педагогов.
После окончания средней школы поступил в школу фабрично-заводского обучения при Самарском трамвайном парке, в 1931 году окончил её. Работал слесарем в трамвайном парке Самары, вскоре окончил школу-десятилетку. В 1935 году поступил в Уральский индустриальный институт.
После окончания института получил специальность инженера-электрика, был направлен на работу в Кривой Рог, где в 1938—1941 годах работал на Криворожском металлургическом заводе в теплоэлектроцентрали, сначала начальником смены, затем — заместителем начальника цеха.
В РККА с 1941 года. Окончил курсы подготовки командного состава, затем служил на Ленинградском и 2-м Прибалтийском фронтах. Занимал должности командира роты, начальника связи стрелкового полка, помощника начальника связи 142-й стрелковой дивизии. Неоднократно проявлял отвагу и мужество, был отмечен орденами.
После войны вышел в запас, работал дежурным инженером, заместителем начальника цеха Красногорской теплоэлектроцентрали в городе Каменске-Уральском.
В 1948 году по решению Совмина СССР был направлен в Челябинск-65, на завод № 817. С 1 августа 1948 года — дежурный инженер-электрик объекта, затем — заместитель начальника смены, вскоре начальником смены. В 1950 году стал главным инженером реактора А, с начала августа — главный инженер реактора АВ-1. В ноябре 1952 года был назначен начальником реактора АВ-1.
В 1952 года стал заместителем главного инженера комбината по реакторам, с 1957 года — главный инженер завода. В 1957 году участвовал в ликвидации последствий радиационной аварии в хранилище радиоактивных отходов завода «Маяк». Благодаря грамотным действиям удалось предотвратить более серьёзную катастрофу.
17 марта 1960 года Семёнов стал директором химического комбината «Маяк».
Под руководством Семёнова были введены в строй новые цехи по выпуску металлического урана и плутония, комплекс по производству радиоактивных изотопов, установка для испытания оборудования, используемого на АЭС. Была организована переработка отходов производства, налажен выпуск продукции, применяемой в космических исследованиях, производство источников гамма-излучения.
Благодаря усилиям Семёнова было начато строительство первой новейшей установки по разделению урановых и плутониевых изотопов.
Указом Президиума Верховного Совета СССР от 7 марта 1962 года Семёнову присвоено звание Героя Социалистического Труда.
В 1971 году был назначен на должность 1-го заместителя министра среднего машиностроения СССР. Под его руководством велось строительство Ленинградской атомной электростанции.
Избирался делегатом XXII съезда КПСС, был депутатом Верховного Совета РСФСР, членом областного и городского комитетов КПСС.
Скончался 28 января 1982 года в Москве. Похоронен на Новодевичьем кладбище (9 уч. 8 ряд).

## Награды и почётные звания
- Золотая медаль «Серп и Молот» Героя Социалистического Труда
- 2 ордена Ленина
- Орден Октябрьской Революции
- 3 ордена Трудового Красного Знамени
- Орден Отечественной войны II степени (5.6.1945)[1]
- Орден Красной Звезды (5.7.1944)[3]
- Медаль «За оборону Ленинграда»[4]
- Медаль «За взятие Кёнигсберга»
- другие медали
- Ленинская премия (1960)
- Государственная премия СССР (1974)
- Сталинская премия (1951)
- Почётный гражданин города Озёрска

## Память
- Именем героя названа улица в Озёрске.